# Amerikai kékvarjú
Az amerikai kékvarjú (Cyanocorax chrysops) a  madarak osztályának verébalakúak (Passeriformes) rendjébe és a varjúfélék (Corvidae) családjába tartozó faj.

## Rendszerezése
A fajt Louis Pierre Vieillot francia ornitológus írta le 1818-ban, a Pica nembe Pica chrysops néven.

## Alfajai
- Cyanocorax chrysops chrysops (Vieillot, 1818)
- Cyanocorax chrysops diesingii Pelzeln, 1856
- Cyanocorax chrysops insperatus Pinto & Camargo, 1961
- Cyanocorax chrysops tucumanus Cabanis, 1883[2]

## Előfordulása
Dél-Amerika középső részén, Argentína, Bolívia, Brazília, Paraguay és Uruguay területén honos. Természetes élőhelyei a szubtrópusi és trópusi síkvidéki és hegyi esőerdők, lombhullató erdők, valamint szántóföldek és vidéki kertek.

## Megjelenése
Testhossza 32–35 centiméter, testtömege 127–170 gramm. Homloka, kantárja, feje teteje, melyet rövid, fölálló tollakból álló, sűrű bóbita díszít, valamint nyakának oldalai, torka és nyakának elülső része, le a mellig, szénfeketék; a tarkó világoskék; háta, szárny- és farktollai sötét tengerkékek; farktollai tövükön feketék; az alsó részek a melltől a farig, az alsó szárnyfedőtollak és a fark hegye sárgásfehérek; a szem fölött és alatt egy-egy széles, félhold alakú, égszínkék színű folt van; ugyanilyen található az alsó csőrkáva tövénél is; az előbbi fölül ezüstösen szegélyezett. Szeme sárga, csőre, valamint lába fekete.

## Életmódja
Főleg rovarokkal táplálkozik, de gyümölcsöt is fogyaszt.

## Természetvédelmi helyzete
Az elterjedési területe nagyon nagy, egyedszáma viszont csökken, de még nem éri el a kritikus szintet. A Természetvédelmi Világszövetség Vörös listáján nem fenyegetett fajként szerepel.

## Képek

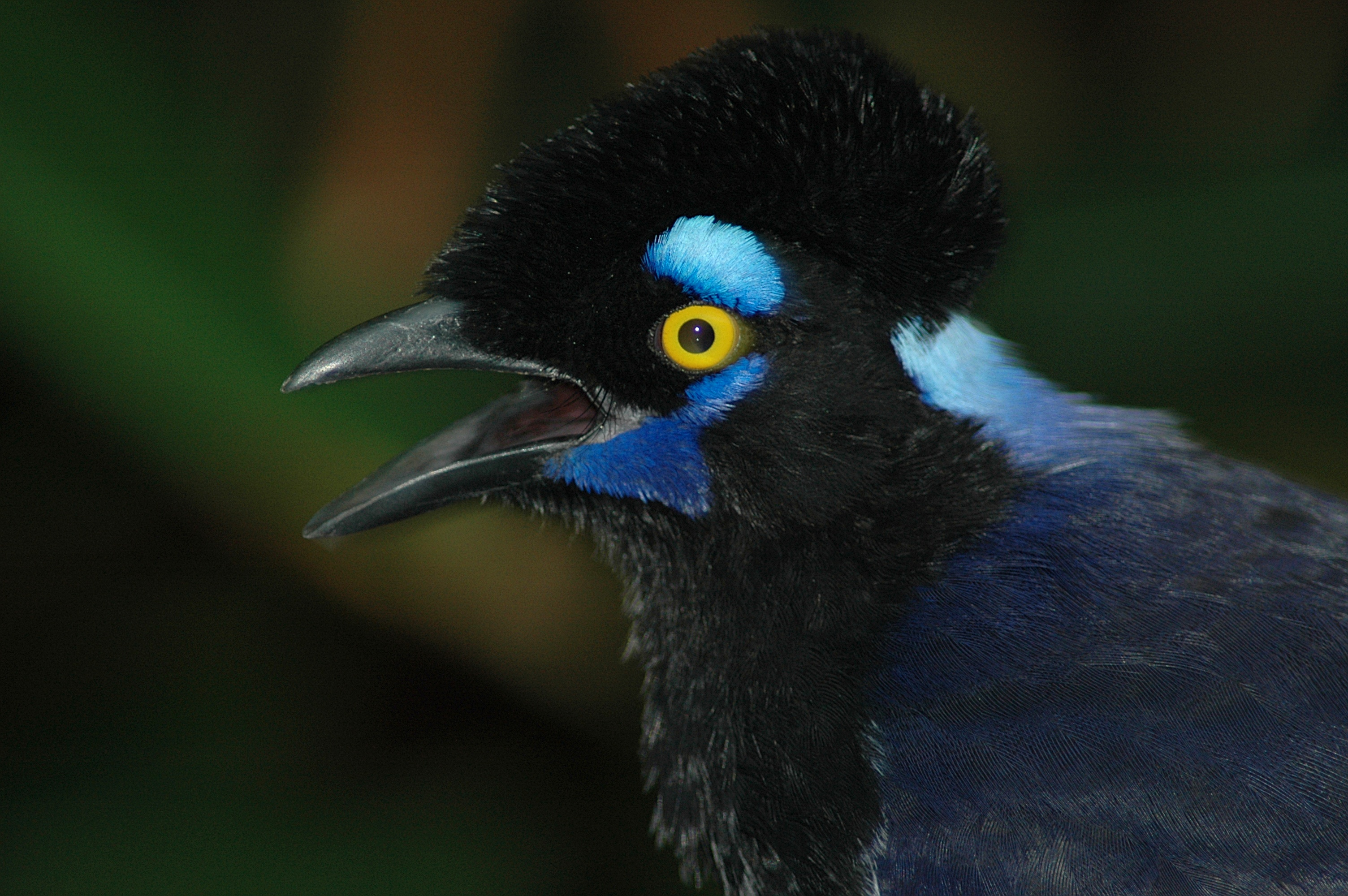
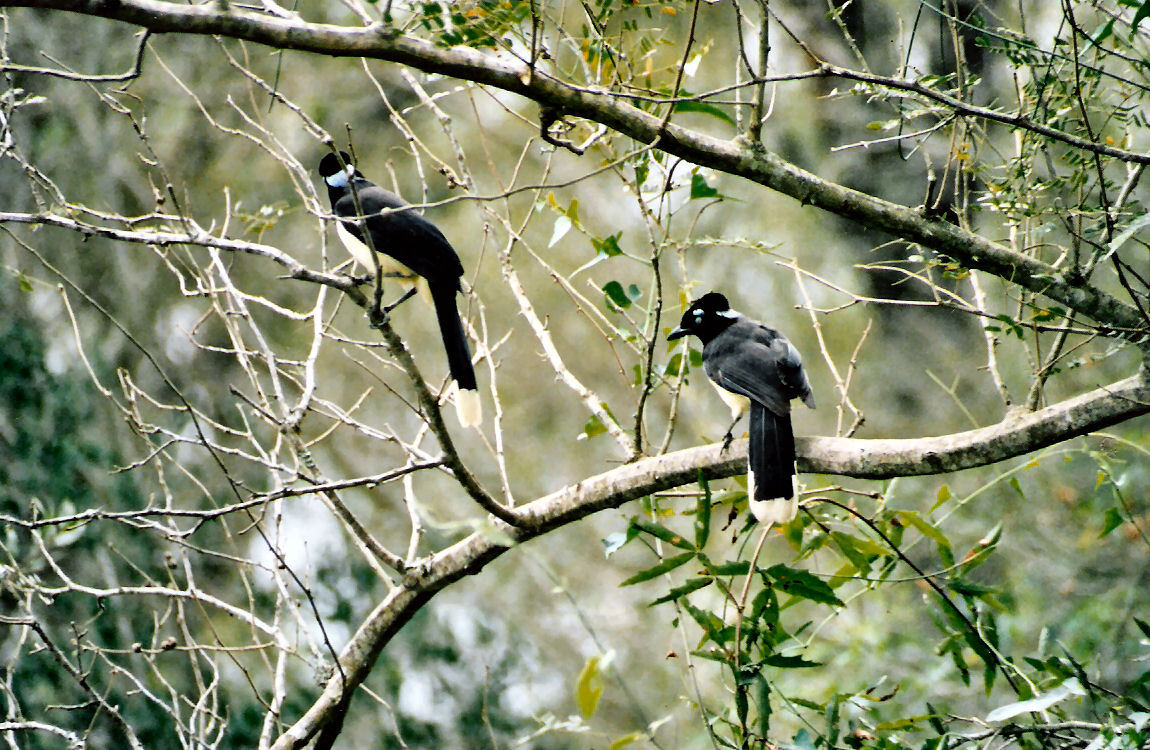
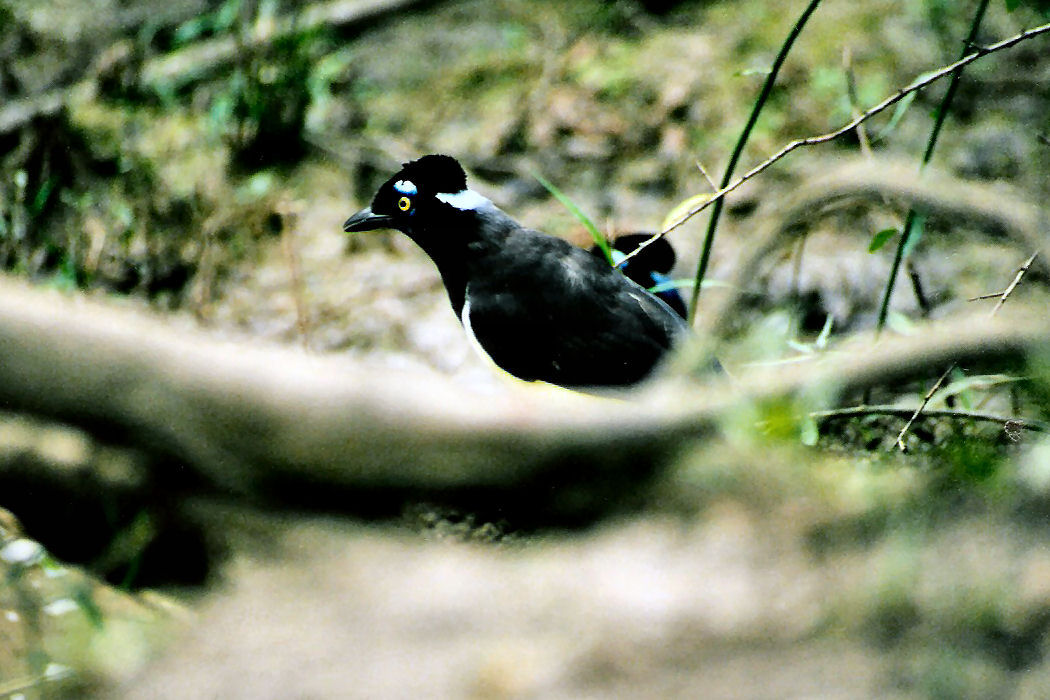
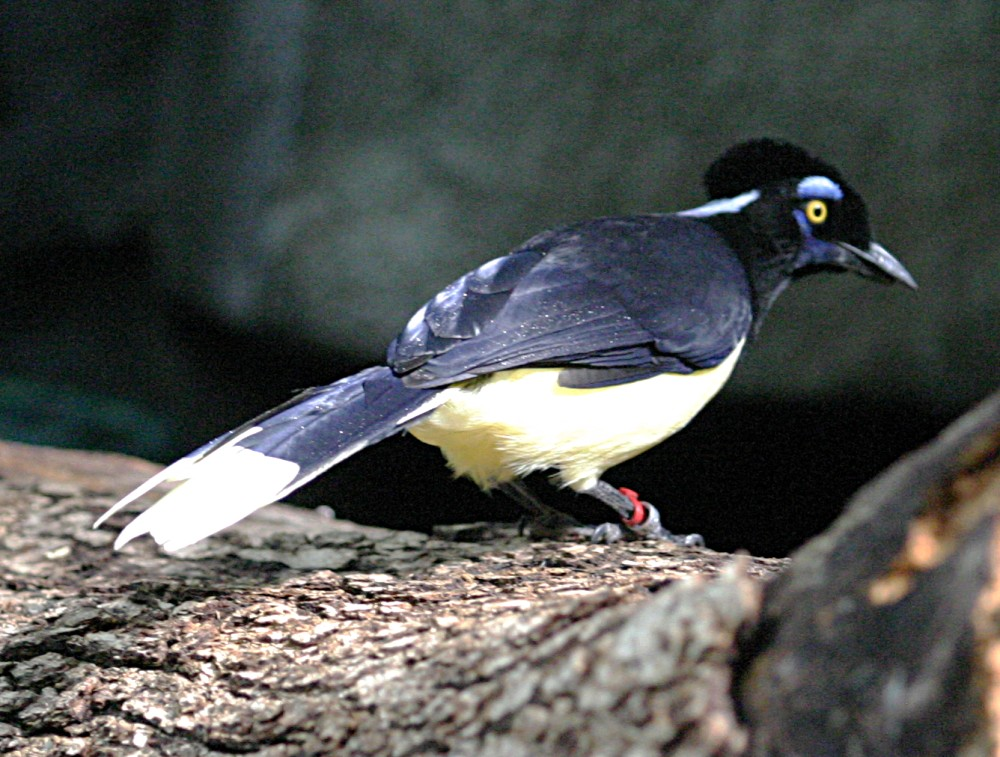
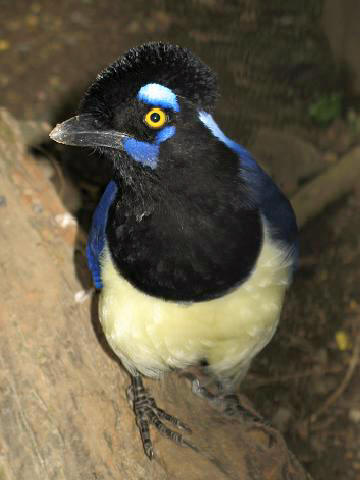
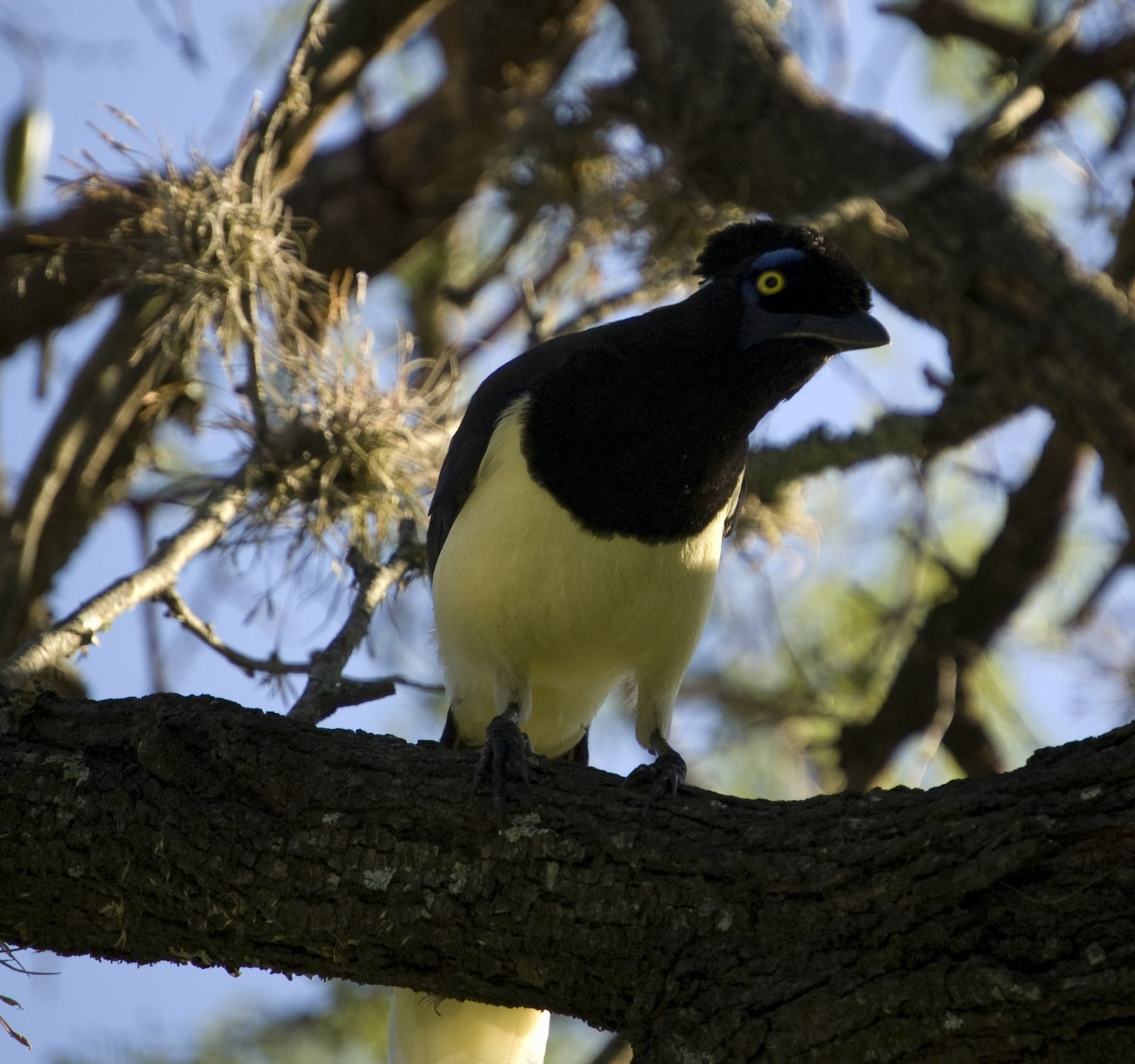